# Circus Fliegenpilz
Der Circus Fliegenpilz ist ein deutsch-schweizerischer Zirkus.
Er wurde 1981 von Beatrix Hölscher-Stockmann aus Luzern (Schweiz) und Bodo Hölscher aus Bad Segeberg (Deutschland) gegründet und reiste von 1981 bis 1986 in der Schweiz und danach in Deutschland, den Niederlanden, Belgien, Luxemburg und Frankreich.
Die Söhne Lars und Sven stiegen in den Zirkus ein, Lars als Tierdresseur, Sven als Artist und Zeltmeister. Der Sitz des Unternehmens war Esperde, ab 1992 in Luzern. Das Winterquartier befand sich seit 2000 in Haldensleben. 
Der Circus wurde bekannt durch sein Konzept „Circus unter Wasser“, mit dem er seit 1992 reiste. 2004 traten Eva Renzi und ihre Tochter Anouschka Renzi in dem Zirkus auf.
Bundesweites Aufsehen erregte der Zirkus mit dem Zwergflusspferd Elsbeth, welches Mitte August 1990 ausbüxte und sich eine Woche lang in den Fluten der Pegnitz nahe Fürth aufhielt. Unzählige Versuche, das Tier zu fangen, scheiterten. 
Seit dem Frühjahr 2007 war  der Circus mit reduziertem Fuhrpark und ohne den Wassercircus unterwegs. Im Programm waren außerdem außergewöhnliche Tierdressuren der Familie Hölscher, wie z. B. eine Darbietung mit Schweinen und dem Zwergflusspferd Elsbeth sowie Clowns aus Russland.
In der Saison 2007 waren einige der unternehmenseigenen Tierdressuren von Lars Hölscher im Programm des Circus Probst zu sehen, z. B. die Elefantendressur und das Exoten-Tableau mit Kamelen, Zebras, Nashorn, Giraffe und exotischen Rindern. Die 28. Tournee 2008 wurde unter dem Titel „Menschen – Tiere – Aquationen“ angekündigt. 2007 wurde das Variété-Theater Circus Fliegenpilz wegen Geschäftsaufgabe aus dem Handelsregister in Luzern gelöscht. 2009 kündigte der Zirkus ein Gastspiel in Salzgitter an. Sven Hölscher, der Sohn von Beatrix Hölscher-Stockmann und Bodo Hölscher, gründete 2009 mit Stephanie Reim den „Circus Galliano“.
Im Jahre 2012 gab es einen erneuten Versuch der Reaktivierung des Spielbetriebs seitens der Familie Hölscher. So wurden Gastspiele mit eigenem Tierbestand unter anderem in einem Einmast-Zelt durchgeführt.